# 다카기 요시나리
다카기 요시나리(일본어: 高木 義成, 1979년 5월 20일 ~ )는 일본의 전 축구 선수이다.

## 구단 경력
그는 2000년부터 2017년까지 J리그의 도쿄 베르디, 나고야 그램퍼스, FC 기후에서 활동하였다.